# 酬神戲

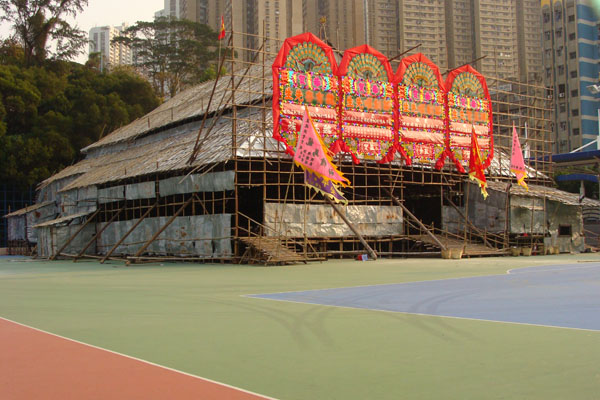
神功戲的戲棚

酬神戲，泛指一切因神誕、廟宇開光、鬼節打醮、太平清醮及傳統節日而上演的戲曲表演，是迎接神赛会所表演的戏，是百姓為了酬謝神恩、酬神祈福，舉行一連串慶祝活動之一，一般都在庙会或是戏台上演出。福建多稱做戲，廣東多稱神功戲，中國北方多稱社戏（社戏一词中的“社”字指的是旧事奉社神之所在，另有一说“社”字为古代地区的一个小单位，社中演戏，即称社戏）。

## 類別
酬神戲大致有庙会戏、节令戏、祠堂戏、喜庆戏、事务戏、平安大戏等这几种分类。最常見的是庙会戏，一般是在玉皇上帝、三官大帝、关帝、北帝、呂祖、天后、龙王、城隍、山神、土地神等神祇诞辰时所演出的戏。对于这些神的祭祀活动一般都是当地神庙的重大活动，同时，在祭祀期间，当地神庙也会举行庙会进行庆祝。
酬神戲主要為了娛神或答謝神祇，順便才演給善信觀賞。故往往戲台搭在廟宇正面，觀眾不許上前、太過靠近，只可以在兩旁或後方看戲，可說神祇坐在貴賓席或者前面幾排的席位。
在香港，酬神戲多為粵劇、潮州戲及白字戲。在澳門，酬神戲亦多為粵劇。在臺灣，早期為亂彈戲、四平戲、梨園戲、高甲戲、歌仔戲及掌中戲，光復後則多是歌仔戲、客家大戲與掌中戲，甚至傀儡戲、現代話劇都有，近幾十年亦有人播放電影酬神。在中國大陸（內地），酬神戲依地區流行的劇種演出。在東南亞華人地區，神誕酬神戲多為歌仔戲、潮州戲及粵劇。

## 發展
北宋時長江下游地區已廣泛舉行廟戲「傀儡戲」，上演時觀眾「穢談群笑，無所不至，鄉人聚觀飲酒，醉又毆擊」。社戏的习俗已经传承多年了，从唐代诗人王驾所写的《社日》以及宋代诗人陆游所写的《春社(又)》中就可见，社戏的庆祝活动十分丰富。
著名文学家鲁迅写过一篇小说《社戏》。現在香港的太平清醮和盂蘭勝會等酬神祈福活動中亦常見神功戲，是當地人籌集資金聘請戲班演出戲曲作為主要慶祝活動，台灣不少祭祀活動也有戲曲演出。

## 流程

### 香港
1. 請神
2. 拜先人（I）
3. 拜地方菩薩
4. 拜戲神－華光天王

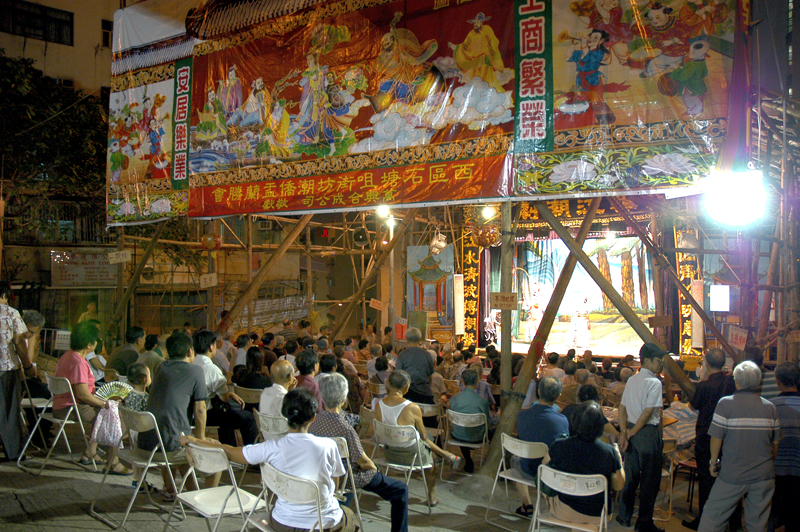
每年盂蘭節，西環山道天橋下有潮僑搭臨時戲棚，上演神功戲。

5. 破台：如建戲棚之地未曾上演過粵劇，戲班便要破台（粵劇戲班規定在未完成破台儀式前，台前台後所有人均不准開口說話，否則不吉利）；潮州人、鶴佬人則不論該地曾否做戲皆破台。[6]傳統「破台」戲為《祭白虎》。[7]
6. 生開筆，以硃砂筆在後台寫上「大吉」二字。「吉」字的「口」一定要開口，以示吉利[7]
7. 台口上香
8. 例戲，依次序為賀壽（賀壽分《碧天賀壽》[8]和《香花山大賀壽》[9]，以及相對簡單的小賀壽，《香花山賀壽》只在華光誕時演出，碧天賀壽也只在特別日子才演，一般戲班只演小賀壽），《六國封相》（簡稱封相，只於首晚演出），《跳加官》（簡稱加官），《天姬送子》（簡稱送子。平日只演簡單的送子，稱小送子。正誕演大送子。特別節日時，在演戲換幕途中，演員會在師父神位前演送子，稱後台送子）。
9. 拜先人（II）
10. 賀誕
11. 還炮
12. 抽／搶花炮
13. 問杯選來年值理
14. 競投勝物
15. 分豬肉、紅雞蛋
16. 封台（送師）
17. 送神

### 臺灣
1. 拜當地的境主神明。
2. 拜戲神－主要是田都元帥或西秦王爺
3. 演出扮仙戲（吉祥戲）：先演神仙戲，劇目分為三仙戲、醉仙戲和天官戲，以三仙戲最為常見，若請戲團的人沒有特殊要求，通常以三仙戲為主。另演出劇目也有些限制，例如；位階較低的神明不能接受高階神明的祝壽，也就是說一般神祇通常不得接受天官戲（天官大帝），以免錯了天界的次序，在南臺灣就無此分別，且南部特別喜歡天官戲（排場大又熱鬧），另戲金也有所差別，天官戲最貴，八仙戲次之，因此三仙戲為扮仙戲中的基本款。神仙戲演出結束後演人間戲 ，常演劇目為《跳加官》（簡稱加官）和《金榜》（尪某對），《封王》、《封相》和《卸甲》較少被演出。
4. 演出正戲，若真因特殊狀況扮完仙後無法演出正戲，會另外擇期演出。
5. 正戲演畢後，會念吉祥話及酬謝的神明菩薩並演出團圓仙（金榜、尪某對）或快仙（緊仙）。

## 華光師父
廣東傳說，華光天王本為天庭的火神。由於玉皇上帝覺得凡間戲棚十分吵耳，便派遣天王燒毀戲棚。可是，華光被戲棚內的表演所吸引，又看見平民十分欣賞，有點於心不忍。於是華光教導百姓燒香拜祭，以瞞騙玉皇上帝，逃過一場災難，故戲班人稱華光師父。

## 外部連結
- 廈村鄉醮會2004 - 神功戲詳情 （页面存档备份，存于）